# 圣朱斯蒂诺
圣朱斯蒂诺（義大利語：San Giustino），是意大利佩鲁贾省的一个市镇。总面积80.69平方公里，人口11393人，人口密度141.2人/平方公里（2009年）。ISTAT代码为054044。